# Eduard Zenovka
Eduard Grigorjevitj Zenovka, född den 26 april 1969 i Moskva, Ryska SFSR, är en sovjetisk och därefter rysk före detta idrottare inom modern femkamp.
Han tog OS-brons i herrarnas individuella tävling och OS-silver i herrarnas lagtävling i samband med de olympiska tävlingarna i modern femkamp 1992 i Barcelona.
Han tog därefter OS-silver i herrarnas moderna femkamp i samband med de olympiska tävlingarna i modern femkamp 1996 i Atlanta.